# Copa Conmebol 1993
La Copa Conmebol 1993 fue la segunda edición del torneo, organizado por la Confederación Sudamericana de Fútbol, en el que participaron dieciséis equipos de ocho países sudamericanos: Argentina, Brasil, Chile, Ecuador, Paraguay, Perú, Uruguay y Venezuela. Las asociaciones de Bolivia y de Colombia no enviaron representantes.
Botafogo de Brasil se consagró campeón al derrotar en la final a Peñarol de Uruguay por intermedio de la definición por penales, luego de que los dos encuentros entre ambos finalizaran empatados. El título le permitió disputar, de forma atípica, la Recopa Sudamericana 1994 ante su compatriota São Paulo, que había obtenido la Copa Libertadores 1993 y la Supercopa Sudamericana 1993.

## Formato
El torneo se desarrolló plenamente bajo un formato de eliminación directa, donde cada equipo enfrentaba a su rival de turno en partidos de ida y vuelta. Todos los equipos comenzaron su participación desde los Octavos de final, estableciéndose los cruces de dicha instancia de acuerdo a sus ubicaciones geográficas, razón por la cual varias llaves quedaron conformadas por dos equipos de una misma asociación nacional. En caso de igualdad de puntos y diferencia de goles al finalizar ambos encuentros, en cualquiera de las fases, se ejecutaron tiros desde el punto penal.
|                               |                               | Equipos que entran en esta fase                                                                                                 | Equipos que provienen de la fase anterior        |
| ----------------------------- | ----------------------------- | --- | ------------------------------------------------ |
| Octavos de final (16 equipos) | Octavos de final (16 equipos) | - 5 equipos de Brasil - 3 equipos de Argentina - 2 equipos de Uruguay y Venezuela - 1 equipo de Chile, Ecuador, Paraguay y Perú |                                                  |
| Cuartos de final (8 equipos)  | Cuartos de final (8 equipos)  | | - 8 equipos clasificados de los Octavos de final |

## Equipos participantes
En cursiva los equipos debutantes en el torneo.
| País                             | Equipo                                                        | Vía de clasificación |
| -------------------------------- | ------------------------------------------------------------- | --- |
| Argentina 3 cupos                | San Lorenzo Huracán Deportivo Español                         | Mejor equipo ubicado en la tabla de posiciones del Campeonato de Primera División 1992-93 no participante ni de la Supercopa Sudamericana 1993 ni de la Copa Libertadores 1994 2.º mejor equipo ubicado en la tabla de posiciones del Campeonato de Primera División 1992-93 no participante ni de la Supercopa Sudamericana 1993 ni de la Copa Libertadores 1994 3.º mejor equipo ubicado en la tabla de posiciones del Campeonato de Primera División 1992-93 no participante ni de la Supercopa Sudamericana 1993 ni de la Copa Libertadores 1994 |
| Brasil 4 cupos + campeón vigente | Atlético Mineiro Botafogo Vasco da Gama Bragantino Fluminense | Campeón de la Copa Conmebol 1992 Subcampeón del Campeonato Brasileño de 1992 3.° puesto del Campeonato Brasileño de 1992 4.° puesto del Campeonato Brasileño de 1992 Subcampeón de la Copa de Brasil 1992 |
| Chile 1 cupo                     | Colo-Colo                                                     | Ganador de la Liguilla Pre-Conmebol 1993 |
| Ecuador 1 cupo                   | Emelec                                                        | 3.º puesto del Campeonato Ecuatoriano de Fútbol 1992 |
| Paraguay 1 cupo                  | Sportivo Luqueño                                              | Mejor semifinalista del Campeonato Paraguayo de Fútbol 1992 |
| Perú 1 cupo                      | Deportivo SIPESA                                              | 2.º puesto de la Liguilla Pre-Libertadores/Conmebol |
| Uruguay 2 cupos                  | Danubio Peñarol                                               | 3.º puesto de la Liguilla Pre-Libertadores de América de 1992 4.º puesto de la Liguilla Pre-Libertadores de América de 1992 |
| Venezuela 2 cupos                | Caracas Unión Atlético Táchira                                | 3.º puesto de la Primera División Venezolana 1992-93 4.º puesto de la Primera División Venezolana 1992-93 |

### Distribución geográfica de los equipos
Distribución geográfica de las sedes de los equipos participantes:

## Resultados

### Cuadro de desarrollo
|  | Octavos de final       | Octavos de final  | Octavos de final  | Octavos de final  |   |                  | Cuartos de final                | Cuartos de final                | Cuartos de final                | Cuartos de final                |  |             | Semifinales           | Semifinales           | Semifinales           | Semifinales           |  |              | Final                 | Final                 | Final                 | Final                 |  |
|  | 3 al 20 de agosto      | 3 al 20 de agosto | 3 al 20 de agosto | 3 al 20 de agosto |   |                  | 25 de agosto al 3 de septiembre | 25 de agosto al 3 de septiembre | 25 de agosto al 3 de septiembre | 25 de agosto al 3 de septiembre |  |             | 8 al 15 de septiembre | 8 al 15 de septiembre | 8 al 15 de septiembre | 8 al 15 de septiembre |  |              | 22 y 29 de septiembre | 22 y 29 de septiembre | 22 y 29 de septiembre | 22 y 29 de septiembre |  |
|  |                        |                   |                   |                   |   |                  |                                 |                                 |                                 |                                 |  |             |                       |                       |                       |                       |  |              |                       |                       |                       |                       |  |
|  |                        |                   |                   |                   |   |                  |                                 |                                 |                                 |                                 |  |             |                       |                       |                       |                       |  |              |                       |                       |                       |                       |  |
|  | Bragantino             | 1                 | 2                 | 3                 |   |                  |                                 |                                 |                                 |                                 |  |             |                       |                       |                       |                       |  |              |                       |                       |                       |                       |  |
|  | Bragantino             | 1                 | 2                 | 3                 |   |                  |                                 |                                 |                                 |                                 |  |             |                       |                       |                       |                       |  |              |                       |                       |                       |                       |  |
|  | Botafogo               | 3                 | 3                 | 6                 |   |                  |                                 |                                 |                                 |                                 |  |             |                       |                       |                       |                       |  |              |                       |                       |                       |                       |  |
|  | Botafogo               | 3                 | 3                 | 6                 |   | Botafogo         | 1                               | 3                               | 4                               |                                 |  |             |                       |                       |                       |                       |  |              |                       |                       |                       |                       |  |
|  |                        |                   |                   |                   |   | Botafogo         | 1                               | 3                               | 4                               |                                 |  |             |                       |                       |                       |                       |  |              |                       |                       |                       |                       |  |
|  |                        |                   | Caracas           | 0                 | 0 | 0                |                                 |                                 |                                 |                                 |  |             |                       |                       |                       |                       |  |              |                       |                       |                       |                       |  |
|  | Caracas                | 1                 | Caracas           | 0                 | 0 | 0                | 1                               | 2                               |                                 |                                 |  |             |                       |                       |                       |                       |  |              |                       |                       |                       |                       |  |
|  | Caracas                | 1                 |                   |                   |   |                  |                                 |                                 |                                 |                                 |  |             |                       |                       |                       |                       |  |              |                       |                       |                       |                       |  |
|  | Unión Atlético Táchira | 0                 | 0                 | 0                 |   |                  |                                 |                                 |                                 |                                 |  |             |                       |                       |                       |                       |  |              |                       |                       |                       |                       |  |
|  | Unión Atlético Táchira | 0                 | 0                 | 0                 |   |                  |                                 |                                 |                                 |                                 |  | Botafogo    | 1                     | 3                     | 4                     |                       |  |              |                       |                       |                       |                       |  |
|  |                        |                   |                   |                   |   |                  |                                 |                                 |                                 |                                 |  | Botafogo    | 1                     | 3                     | 4                     |                       |  |              |                       |                       |                       |                       |  |
|  |                        |                   | Atlético Mineiro  | 3                 | 0 | 3                |                                 |                                 |                                 |                                 |  |             |                       |                       |                       |                       |  |              |                       |                       |                       |                       |  |
|  | Fluminense             | 0                 | Atlético Mineiro  | 3                 | 0 | 3                | 2                               | 2 (2)                           |                                 |                                 |  |             |                       |                       |                       |                       |  |              |                       |                       |                       |                       |  |
|  | Fluminense             | 0                 |                   |                   |   |                  |                                 |                                 |                                 |                                 |  |             |                       |                       |                       |                       |  |              |                       |                       |                       |                       |  |
|  | Atlético Mineiro (p)   | 2                 | 0                 | 2 (4)             |   |                  |                                 |                                 |                                 |                                 |  |             |                       |                       |                       |                       |  |              |                       |                       |                       |                       |  |
|  | Atlético Mineiro (p)   | 2                 | 0                 | 2 (4)             |   | Atlético Mineiro | 1                               | 1                               | 2                               |                                 |  |             |                       |                       |                       |                       |  |              |                       |                       |                       |                       |  |
|  |                        |                   |                   |                   |   | Atlético Mineiro | 1                               | 1                               | 2                               |                                 |  |             |                       |                       |                       |                       |  |              |                       |                       |                       |                       |  |
|  |                        |                   | Deportivo SIPESA  | 1                 | 0 | 1                |                                 |                                 |                                 |                                 |  |             |                       |                       |                       |                       |  |              |                       |                       |                       |                       |  |
|  | Deportivo SIPESA (p)   | 0                 | Deportivo SIPESA  | 1                 | 0 | 1                | 3                               | 3 (4)                           |                                 |                                 |  |             |                       |                       |                       |                       |  |              |                       |                       |                       |                       |  |
|  | Deportivo SIPESA (p)   | 0                 |                   |                   |   |                  |                                 |                                 |                                 |                                 |  |             |                       |                       |                       |                       |  |              |                       |                       |                       |                       |  |
|  | Emelec                 | 1                 | 2                 | 3 (3)             |   |                  |                                 |                                 |                                 |                                 |  |             |                       |                       |                       |                       |  |              |                       |                       |                       |                       |  |
|  | Emelec                 | 1                 | 2                 | 3 (3)             |   |                  |                                 |                                 |                                 |                                 |  |             |                       |                       |                       |                       |  | Botafogo (p) | 1                     | 2                     | 3 (3)                 |                       |  |
|  |                        |                   |                   |                   |   |                  |                                 |                                 |                                 |                                 |  |             |                       |                       |                       |                       |  | Botafogo (p) | 1                     | 2                     | 3 (3)                 |                       |  |
|  |                        |                   | Peñarol           | 1                 | 2 | 3 (1)            |                                 |                                 |                                 |                                 |  |             |                       |                       |                       |                       |  |              |                       |                       |                       |                       |  |
|  | Colo-Colo (p)          | 0                 | Peñarol           | 1                 | 2 | 3 (1)            | 4                               | 4 (4)                           |                                 |                                 |  |             |                       |                       |                       |                       |  |              |                       |                       |                       |                       |  |
|  | Colo-Colo (p)          | 0                 |                   |                   |   |                  |                                 |                                 |                                 |                                 |  |             |                       |                       |                       |                       |  |              |                       |                       |                       |                       |  |
|  | Vasco da Gama          | 2                 | 2                 | 4 (2)             |   |                  |                                 |                                 |                                 |                                 |  |             |                       |                       |                       |                       |  |              |                       |                       |                       |                       |  |
|  | Vasco da Gama          | 2                 | 2                 | 4 (2)             |   | Colo-Colo        | 0                               | 2                               | 2 (2)                           |                                 |  |             |                       |                       |                       |                       |  |              |                       |                       |                       |                       |  |
|  |                        |                   |                   |                   |   | Colo-Colo        | 0                               | 2                               | 2 (2)                           |                                 |  |             |                       |                       |                       |                       |  |              |                       |                       |                       |                       |  |
|  |                        |                   | Peñarol (p)       | 2                 | 0 | 2 (4)            |                                 |                                 |                                 |                                 |  |             |                       |                       |                       |                       |  |              |                       |                       |                       |                       |  |
|  | Huracán                | 0                 | Peñarol (p)       | 2                 | 0 | 2 (4)            | 1                               | 1                               |                                 |                                 |  |             |                       |                       |                       |                       |  |              |                       |                       |                       |                       |  |
|  | Huracán                | 0                 |                   |                   |   |                  |                                 |                                 |                                 |                                 |  |             |                       |                       |                       |                       |  |              |                       |                       |                       |                       |  |
|  | Peñarol                | 1                 | 1                 | 2                 |   |                  |                                 |                                 |                                 |                                 |  |             |                       |                       |                       |                       |  |              |                       |                       |                       |                       |  |
|  | Peñarol                | 1                 | 1                 | 2                 |   |                  |                                 |                                 |                                 |                                 |  | Peñarol (p) | 1                     | 1                     | 2 (4)                 |                       |  |              |                       |                       |                       |                       |  |
|  |                        |                   |                   |                   |   |                  |                                 |                                 |                                 |                                 |  | Peñarol (p) | 1                     | 1                     | 2 (4)                 |                       |  |              |                       |                       |                       |                       |  |
|  |                        |                   | San Lorenzo       | 0                 | 2 | 2 (2)            |                                 |                                 |                                 |                                 |  |             |                       |                       |                       |                       |  |              |                       |                       |                       |                       |  |
|  | San Lorenzo            | 0                 | San Lorenzo       | 0                 | 2 | 2 (2)            | 2                               | 2                               |                                 |                                 |  |             |                       |                       |                       |                       |  |              |                       |                       |                       |                       |  |
|  | San Lorenzo            | 0                 |                   |                   |   |                  |                                 |                                 |                                 |                                 |  |             |                       |                       |                       |                       |  |              |                       |                       |                       |                       |  |
|  | Danubio                | 0                 | 0                 | 0                 |   |                  |                                 |                                 |                                 |                                 |  |             |                       |                       |                       |                       |  |              |                       |                       |                       |                       |  |
|  | Danubio                | 0                 | 0                 | 0                 |   | San Lorenzo (p)  | 0                               | 4                               | 4 (4)                           |                                 |  |             |                       |                       |                       |                       |  |              |                       |                       |                       |                       |  |
|  |                        |                   |                   |                   |   | San Lorenzo (p)  | 0                               | 4                               | 4 (4)                           |                                 |  |             |                       |                       |                       |                       |  |              |                       |                       |                       |                       |  |
|  |                        |                   | Sportivo Luqueño  | 3                 | 1 | 4 (2)            |                                 |                                 |                                 |                                 |  |             |                       |                       |                       |                       |  |              |                       |                       |                       |                       |  |
|  | Deportivo Español      | 1                 | Sportivo Luqueño  | 3                 | 1 | 4 (2)            | 1                               | 2                               |                                 |                                 |  |             |                       |                       |                       |                       |  |              |                       |                       |                       |                       |  |
|  | Deportivo Español      | 1                 |                   |                   |   |                  |                                 |                                 |                                 |                                 |  |             |                       |                       |                       |                       |  |              |                       |                       |                       |                       |  |
|  | Sportivo Luqueño       | 1                 | 2                 | 3                 |   |                  |                                 |                                 |                                 |                                 |  |             |                       |                       |                       |                       |  |              |                       |                       |                       |                       |  |
|  | Sportivo Luqueño       | 1                 | 2                 | 3                 |   |                  |                                 |                                 |                                 |                                 |  |             |                       |                       |                       |                       |  |              |                       |                       |                       |                       |  |
|  |                        |                   |                   |                   |   |                  |                                 |                                 |                                 |                                 |  |             |                       |                       |                       |                       |  |              |                       |                       |                       |                       |  |

- Nota: En cada llave, el equipo que ocupa la primera línea es el que definió la serie como local.

### Octavos de final
| 13 de agosto de 1993 | Botafogo                        | 3:1 | Bragantino | Estádio Caio Martins, Niterói |  |
|                      | Sinval (pen.) · Marcelo Carioca |     | Nei        |                               |  |

| 20 de agosto de 1993 | Bragantino                  | 2:3 | Botafogo              | Estadio Marcelo Stéfani, Bragança Paulista |  |
|                      | Alberto Félix (pen.) · Ludo |     | Sinval · André Duarte |                                            |  |

| 4 de agosto de 1993 | Unión Atlético Táchira | 0:1 (0:0) | Caracas     | Polideportivo de Pueblo Nuevo, San Cristóbal |                        |
|                     |                        |           | Morovic 70' | Árbitro(s): Raúl Pérez                       | Árbitro(s): Raúl Pérez |

| 11 de agosto de 1993 | Caracas  | 1:0 (1:0) | Unión Atlético Táchira | Estadio Brígido Iriarte, Caracas |                              |
|                      | Díaz 41' |           |                        | Árbitro(s): Nelson Rodríguez     | Árbitro(s): Nelson Rodríguez |

| 12 de agosto de 1993 | Atlético Mineiro | 2:0 (2:0) | Fluminense | Estadio Mineirão, Belo Horizonte |                              |
|                      | Wiver 22', 39'   |           |            | Árbitro(s): Renato Marsiglia     | Árbitro(s): Renato Marsiglia |

| 18 de agosto de 1993 | Fluminense                  | 2:0 (2:0) (2:4 p.) | Atlético Mineiro | Estadio das Laranjeiras, Río de Janeiro |                                 |
|                      | Chiquinho 13' · Julinho 42' |                    |                  | Árbitro(s): Oscar Roberto Godói         | Árbitro(s): Oscar Roberto Godói |

| 11 de agosto de 1993 | Emelec | 1:0 | Deportivo SIPESA | Estadio George Capwell, Guayaquil |  |
|                      | Oste   |     |                  |                                   |  |

| 19 de agosto de 1993 | Deportivo SIPESA                           | 3:2 (2:0) (4:3 p.)         | Emelec                                        | Estadio Manuel Gómez Arellano, Chimbote |  |
|                      | Dall'Orso 15', 31' · Hirano 58'            |                            | Oste · Garcés 75'                             |                                         |  |
|                      |                                            | Tiros desde el punto penal |                                               |                                         |  |
|                      | Viera · Ferreyra · Ormeño · Díaz · Balerio |                            | Cárdenas · Morales · Pachito · Oste · Fajardo |                                         |  |

| 3 de agosto de 1993 | Vasco da Gama                               | 2:0 (2:0) | Colo-Colo | Estadio São Januário, Río de Janeiro |                                |
|                     | Geovani Silva 2' (pen.) · Valdir Bigode 27' |           |           | Árbitro(s): Francisco Lamolina       | Árbitro(s): Francisco Lamolina |

| 11 de agosto de 1993 | Colo-Colo                                 | 4:2 (2:1) (4:2 p.)         | Vasco da Gama                  | Estadio Monumental, Santiago                           |                                                        |
|                      | Vega 2', 48' · Rubio 35' · Etcheverry 84' |                            | Valdir Bigode 27' · Sídney 71' | Asistencia: 34.855 espectadores Árbitro(s): Aníbal Hay | Asistencia: 34.855 espectadores Árbitro(s): Aníbal Hay |
|                      |                                           | Tiros desde el punto penal |                                |                                                        |                                                        |
|                      | Vega · Margas · Vergara · Etcheverry      |                            | Franca · Tinho · Yan · Torres  |                                                        |                                                        |

| 11 de agosto de 1993 | Peñarol             | 1:0 (1:0) | Huracán | Estadio Centenario, Montevideo |                              |
|                      | Ferreyra 43' (pen.) |           |         | Árbitro(s): Cláudio Cerdeira   | Árbitro(s): Cláudio Cerdeira |

| 20 de agosto de 1993 | Huracán      | 1:1 (0:0) | Peñarol            | Estadio Tomás Adolfo Ducó, Buenos Aires |                                     |
|                      | Pelletti 82' |           | Rehermann 55' (TL) | Árbitro(s): Eduardo Gamboa Martínez     | Árbitro(s): Eduardo Gamboa Martínez |

| 12 de agosto de 1993 | Danubio | 0:0 | San Lorenzo | Estadio Centenario, Montevideo     |  |
|                      |         |     |             | Árbitro(s): Juan Francisco Escobar |  |

| 19 de agosto de 1993 | San Lorenzo             | 2:0 (1:0) | Danubio | Estadio José Amalfitani, Buenos Aires |                           |
|                      | Netto 15' · Biaggio 71' |           |         | Árbitro(s): Félix Benegas             | Árbitro(s): Félix Benegas |

| 11 de agosto de 1993 | Sportivo Luqueño | 1:1 | Deportivo Español | Estadio Feliciano Cáceres, Luque |  |
|                      | Navarro          |     | Barrella          |                                  |  |

| 18 de agosto de 1993 | Deportivo Español | 1:2 | Sportivo Luqueño     | Sin datos sobre estadio, Buenos Aires |  |
|                      | Caviglia          |     | F. Ferreira · Yegros |                                       |  |

### Cuartos de final
| 26 de agosto de 1993 | Caracas | 0:1 (0:0) | Botafogo   | Estadio Brígido Iriarte, Caracas |                              |
|                      |         |           | Sinval 64' | Árbitro(s): Medardo Martínez     | Árbitro(s): Medardo Martínez |

| 2 de septiembre de 1993 | Botafogo                        | 3:0 (3:0) | Caracas | Estádio Caio Martins, Niterói |  |
|                         | Rogerinho 9', 24' · Aléssio 34' |           |         |                               |  |

| 28 de agosto de 1993 | Deportivo SIPESA | 1:1 (0:1) | Atlético Mineiro | Estadio Manuel Gómez Arellano, Chimbote |                           |
|                      | Dall'Orso 84'    |           | Wiver 40'        | Árbitro(s): Ángel Guevara               | Árbitro(s): Ángel Guevara |

| 3 de septiembre de 1993 | Atlético Mineiro    | 1:0 (0:0) | Deportivo SIPESA | Estadio Independência, Belo Horizonte |                             |
|                         | Valdir Benedito 54' |           |                  | Árbitro(s): Efigenio Verdún           | Árbitro(s): Efigenio Verdún |

| 26 de agosto de 1993 | Peñarol                      | 2:0 (1:0) | Colo-Colo | Estadio Centenario, Montevideo |                                |
|                      | Rehermann 2' · Baltierra 84' |           |           | Árbitro(s): Juan Carlos Crespi | Árbitro(s): Juan Carlos Crespi |

| 1 de septiembre de 1993 | Colo-Colo                                  | 2:0 (1:0) (2:4 p.)         | Peñarol                                     | Estadio Monumental, Santiago |                            |
|                         | Castillo 40', 72'                          |                            |                                             | Árbitro(s): Luis Seminario   | Árbitro(s): Luis Seminario |
|                         |                                            | Tiros desde el punto penal |                                             |                              |                            |
|                         | Margas · Contreras · Herrera · Salvatierra |                            | Bengoechea · Da Silva · Gutiérrez · Perdomo |                              |                            |

| 25 de agosto de 1993 | Sportivo Luqueño              | 3:0 | San Lorenzo | Estadio Feliciano Cáceres, Luque |  |
|                      | Yegros · Romero · F. Ferreira |     |             |                                  |  |

| 2 de septiembre de 1993 | San Lorenzo                                    | 4:1 (2:0) (4:2 p.)         | Sportivo Luqueño                           | Estadio Tomás Adolfo Ducó, Buenos Aires |                                 |
|                         | Castellón 10' · Zandoná 40', 78' · Biaggio 71' |                            | F. Ferreira 80'                            | Árbitro(s): Oscar Roberto Godói         | Árbitro(s): Oscar Roberto Godói |
|                         |                                                | Tiros desde el punto penal |                                            |                                         |                                 |
|                         | Netto · Zandoná · Cardinal · Biaggio · Batista |                            | Arrúa · C. Ferreira · Romero · F. Ferreira |                                         |                                 |

### Semifinal
| 8 de septiembre de 1993 | Atlético Mineiro                                 | 3:1 (1:1) | Botafogo   | Estadio Mineirão, Belo Horizonte |                                 |
|                         | Valdir Benedito 15' · Tavares 52' · Reinaldo 72' |           | Sinval 42' | Árbitro(s): Oscar Roberto Godói  | Árbitro(s): Oscar Roberto Godói |

| 15 de septiembre de 1993 | Botafogo                                      | 3:0 (1:0) | Atlético Mineiro | Estádio Caio Martins, Niterói |                              |
|                          | Sinval 42' · Rogério Pinheiro 64' · Eliel 80' |           |                  | Árbitro(s): Renato Marsiglia  | Árbitro(s): Renato Marsiglia |

| 9 de septiembre de 1993 | San Lorenzo | 0:1 (0:1) | Peñarol         | Estadio Tomás Adolfo Ducó, Buenos Aires                    |                                                            |
|                         |             |           | M. Rodríguez 3' | Asistencia: 15.000 espectadores Árbitro(s): Eduardo Gamboa | Asistencia: 15.000 espectadores Árbitro(s): Eduardo Gamboa |

| 15 de septiembre de 1993 | Peñarol                                     | 1:2 (0:1) (4:2 p.)         | San Lorenzo                           | Estadio Centenario, Montevideo                              |                                                             |
|                          | Bengoechea 58'                              |                            | Biaggio 44' · Simionato 89'           | Asistencia: 20.332 espectadores Árbitro(s): Óscar Velázquez | Asistencia: 20.332 espectadores Árbitro(s): Óscar Velázquez |
|                          |                                             | Tiros desde el punto penal |                                       |                                                             |                                                             |
|                          | Bengoechea · Da Silva · Gutiérrez · Perdomo |                            | Biaggio · Zandoná · Gorosito · García |                                                             |                                                             |

### Final

#### Ida
| 22 de septiembre de 1993 | Peñarol   | 1:1 (1:1) | Botafogo     | Estadio Centenario, Montevideo                                     |                                                                    |
|                          | Otero 36' |           | Perivaldo 4' | Asistencia: 40 000 espectadores Árbitro(s): Juan Francisco Escobar | Asistencia: 40 000 espectadores Árbitro(s): Juan Francisco Escobar |

| 21         | POR        | Gerardo Rabajda            |     |
| 5          | DEF        | Gustavo Da Silva           |     |
| 3          | DEF        | Nelson Gutiérrez           |     |
| 23         | DEF        | José Enrique de los Santos |     |
| 22         | DEF        | Washington Tais            |     |
| 25         | MED        | José Perdomo               | 71' |
| 30         | MED        | Danilo Baltierra           |     |
| 26         | MED        | Pablo Bengoechea           | 24' |
| 7          | MED        | Gustavo Rehermann          |     |
| 28         | DEL        | Marcelo Otero              |     |
| 29         | DEL        | Martín Rodríguez Alba      |     |
| Entrenador | Entrenador | Gregorio Pérez             |     |

| 12         | POR        | William Bacana        |       |
| 19         | DEF        | Perivaldo             |       |
| 3          | DEF        | André                 |       |
| 4          | DEF        | Rogério Pinheiro      |       |
| 23         | DEF        | Clei                  |       |
| 16         | MED        | China                 |       |
| 10         | MED        | Fabiano               |       |
| 25         | MED        | Eliomar               |       |
| 14         | MED        | Aléssio               | Salió |
| 9          | DEL        | Sinval                |       |
| 18         | DEL        | Eliel                 |       |
| Entrenador | Entrenador | Carlos Alberto Torres |       |

| 2  | DEF | Augusto Consani  | 71' |
| 10 | DEL | Gustavo Ferreyra | 24' |

| 20 | DEL | Marcos | Entró |

| Anotado | 36' | Marcelo Otero | 1:1 |

| Anotado | 4' | Perivaldo | 0:1 |

| Otorgado · Otorgado otra vez · Expulsado |  | Rogério Pinheiro |

| Árbitro | Juan Francisco Escobar |

| 21         | POR        | Gerardo Rabajda            |     |
| 5          | DEF        | Gustavo Da Silva           |     |
| 3          | DEF        | Nelson Gutiérrez           |     |
| 23         | DEF        | José Enrique de los Santos |     |
| 22         | DEF        | Washington Tais            |     |
| 25         | MED        | José Perdomo               | 71' |
| 30         | MED        | Danilo Baltierra           |     |
| 26         | MED        | Pablo Bengoechea           | 24' |
| 7          | MED        | Gustavo Rehermann          |     |
| 28         | DEL        | Marcelo Otero              |     |
| 29         | DEL        | Martín Rodríguez Alba      |     |
| Entrenador | Entrenador | Gregorio Pérez             |     |

| 12         | POR        | William Bacana        |       |
| 19         | DEF        | Perivaldo             |       |
| 3          | DEF        | André                 |       |
| 4          | DEF        | Rogério Pinheiro      |       |
| 23         | DEF        | Clei                  |       |
| 16         | MED        | China                 |       |
| 10         | MED        | Fabiano               |       |
| 25         | MED        | Eliomar               |       |
| 14         | MED        | Aléssio               | Salió |
| 9          | DEL        | Sinval                |       |
| 18         | DEL        | Eliel                 |       |
| Entrenador | Entrenador | Carlos Alberto Torres |       |

| 2  | DEF | Augusto Consani  | 71' |
| 10 | DEL | Gustavo Ferreyra | 24' |

| 20 | DEL | Marcos | Entró |

| Anotado | 36' | Marcelo Otero | 1:1 |

| Anotado | 4' | Perivaldo | 0:1 |

| Otorgado · Otorgado otra vez · Expulsado |  | Rogério Pinheiro |

| Árbitro | Juan Francisco Escobar |

#### Vuelta
| 29 de septiembre de 1993 | Botafogo                             | 2:2 (0:1) (3:1 p.)         | Peñarol                                         | Estadio de Maracaná, Río de Janeiro                            |                                                                |
|                          | Eliel 52' (TL) · Sinval 67' (TL)     |                            | Perdomo 34' · Otero 90'                         | Asistencia: 65 000 espectadores Árbitro(s): Francisco Lamolina | Asistencia: 65 000 espectadores Árbitro(s): Francisco Lamolina |
|                          |                                      | Tiros desde el punto penal |                                                 |                                                                |                                                                |
|                          | Sinval · Lacerda · Perivaldo · André |                            | Ferreyra · Da Silva · Gutiérrez · de los Santos |                                                                |                                                                |

| 12         | POR        | William Bacana        |       |
| 19         | DEF        | Perivaldo             |       |
| 3          | DEF        | André                 |       |
| 29         | DEF        | Cláudio               |       |
| 23         | DEF        | Clei                  | Salió |
| 5          | MED        | Nélson                |       |
| 8          | MED        | Suélio Lacerda        |       |
| 14         | MED        | Aléssio               | Salió |
| 7          | MED        | Marcelo Carioca       |       |
| 9          | DEL        | Sinval                |       |
| 18         | DEL        | Eliel                 |       |
| Entrenador | Entrenador | Carlos Alberto Torres |       |

| 21         | POR        | Gerardo Rabajda            |     |
| 22         | DEF        | Washington Tais            |     |
| 3          | DEF        | Nelson Gutiérrez           |     |
| 23         | DEF        | José Enrique de los Santos |     |
| 5          | DEF        | Gustavo Da Silva           |     |
| 27         | MED        | Diego Dorta                |     |
| 25         | MED        | José Perdomo               | 71' |
| 30         | MED        | Danilo Baltierra           |     |
| 26         | MED        | Pablo Bengoechea           | 56' |
| 28         | DEL        | Marcelo Otero              |     |
| 29         | DEL        | Martín Rodríguez Alba      |     |
| Entrenador | Entrenador | Gregorio Pérez             |     |

| 25 | MED | Eliomar | Entró |
| 20 | DEL | Marcos  | Entró |

| 7  | MED | Gustavo Rehermann | 56' |
| 10 | DEL | Gustavo Ferreyra  | 71' |

| Anotado | 52' (TL) | Eliel  | 1:1 |
| Anotado | 67' (TL) | Sinval | 2:1 |

| Anotado | 34' | Pablo Bengoechea | 0:1 |
| Anotado | 90' | Marcelo Otero    | 2:2 |

| Sinval         | Fallo de penal (atajado) | 0:0 |                           |                            |
|                |                          | 0:0 | Fallo de penal (atajado)  | Gustavo Ferreyra           |
| Suélio Lacerda | Acierto de penal         | 1:0 |                           |                            |
|                |                          | 1:1 | Acierto de penal          | Gustavo Da Silva           |
| Perivaldo      | Acierto de penal         | 2:1 |                           |                            |
|                |                          | 2:1 | Fallo de penal (desviado) | Nelson Gutiérrez           |
| André          | Acierto de penal         | 3:1 |                           |                            |
|                |                          | 3:1 | Fallo de penal (palo)     | José Enrique de los Santos |

| Árbitro | Francisco Lamolina |

| 12         | POR        | William Bacana        |       |
| 19         | DEF        | Perivaldo             |       |
| 3          | DEF        | André                 |       |
| 29         | DEF        | Cláudio               |       |
| 23         | DEF        | Clei                  | Salió |
| 5          | MED        | Nélson                |       |
| 8          | MED        | Suélio Lacerda        |       |
| 14         | MED        | Aléssio               | Salió |
| 7          | MED        | Marcelo Carioca       |       |
| 9          | DEL        | Sinval                |       |
| 18         | DEL        | Eliel                 |       |
| Entrenador | Entrenador | Carlos Alberto Torres |       |

| 21         | POR        | Gerardo Rabajda            |     |
| 22         | DEF        | Washington Tais            |     |
| 3          | DEF        | Nelson Gutiérrez           |     |
| 23         | DEF        | José Enrique de los Santos |     |
| 5          | DEF        | Gustavo Da Silva           |     |
| 27         | MED        | Diego Dorta                |     |
| 25         | MED        | José Perdomo               | 71' |
| 30         | MED        | Danilo Baltierra           |     |
| 26         | MED        | Pablo Bengoechea           | 56' |
| 28         | DEL        | Marcelo Otero              |     |
| 29         | DEL        | Martín Rodríguez Alba      |     |
| Entrenador | Entrenador | Gregorio Pérez             |     |

| 25 | MED | Eliomar | Entró |
| 20 | DEL | Marcos  | Entró |

| 7  | MED | Gustavo Rehermann | 56' |
| 10 | DEL | Gustavo Ferreyra  | 71' |

| Anotado | 52' (TL) | Eliel  | 1:1 |
| Anotado | 67' (TL) | Sinval | 2:1 |

| Anotado | 34' | Pablo Bengoechea | 0:1 |
| Anotado | 90' | Marcelo Otero    | 2:2 |

| Sinval         | Fallo de penal (atajado) | 0:0 |                           |                            |
|                |                          | 0:0 | Fallo de penal (atajado)  | Gustavo Ferreyra           |
| Suélio Lacerda | Acierto de penal         | 1:0 |                           |                            |
|                |                          | 1:1 | Acierto de penal          | Gustavo Da Silva           |
| Perivaldo      | Acierto de penal         | 2:1 |                           |                            |
|                |                          | 2:1 | Fallo de penal (desviado) | Nelson Gutiérrez           |
| André          | Acierto de penal         | 3:1 |                           |                            |
|                |                          | 3:1 | Fallo de penal (palo)     | José Enrique de los Santos |

| Árbitro | Francisco Lamolina |

|                              |
| Bandera de Brasil            |
| Campeón Botafogo 1.er título |

## Estadísticas

### Goleadores
| Jugador                | Club             | Goles |
| ---------------------- | ---------------- | ----- |
| Sinval                 | Botafogo         | 8     |
| Claudio Biaggio        | San Lorenzo      | 3     |
| César Martín Dall'Orso | Deportivo SIPESA | 3     |
| Francisco Ferreira     | Sportivo Luqueño | 3     |
| Wiver                  | Atlético Mineiro | 3     |